# 4709 Ennomos
4709 Ennomos (1988 TU2) là một thiên thể Troia của Sao Mộc, trong nhóm Troia, được phát hiện ngày 12 tháng 10 năm 1988 bởi Shoemaker, C. ở Palomar. Nó được đặt theo tên Ennomos, một người anh hùng của thành Troia trong sử thi Iliad.